# 372305 Bourdeille
372305 Bourdeille este o planetă minoră (asteroid) din centura de asteroizi. A fost descoperită pe 20 noiembrie 2008 la Vicques⁠(d) de Michel Ory⁠(d) și a fost numită după Christian Bourdeille⁠(d). 
Obiectul prezintă o orbită caracterizată de o semiaxă mare de 3,1306962088666 UAi, o excentricitate de 0,18, o înclinație de 0,5 ° în raport cu ecliptica.